# 宝塔寺

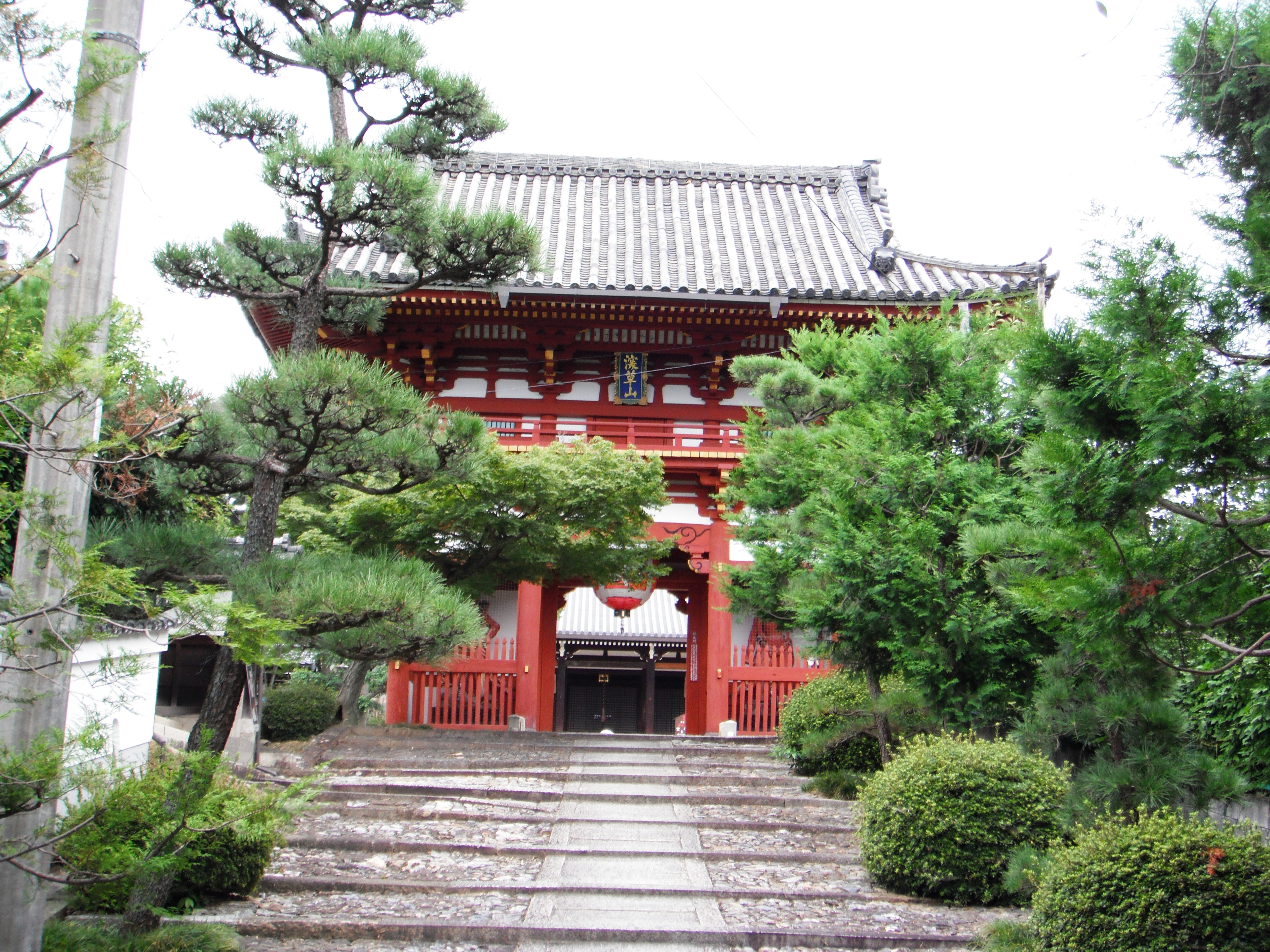
仁王門

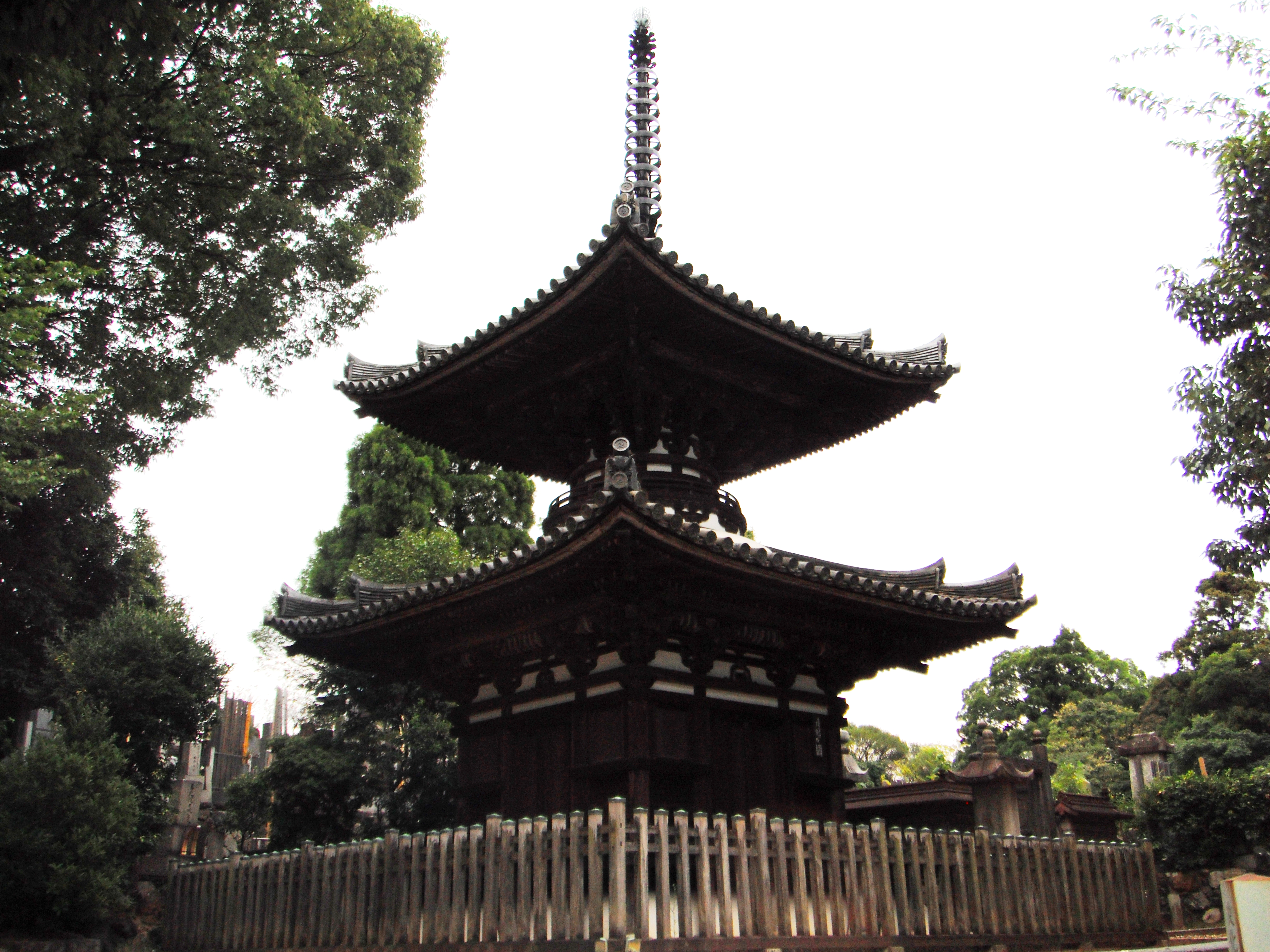
多宝塔

宝塔寺（ほうとうじ）は、京都市伏見区深草宝塔寺山町にある日蓮宗の寺院。山号は深草山。本尊は三宝尊。旧本山は、大本山妙顕寺。奠師法縁。

## 歴史
藤原基経が嘉祥年間（848年 - 851年）に発願した真言宗の極楽寺が宝塔寺の前身とされている。極楽寺は基経の没後、嫡子の藤原時平により昌泰2年（899年）に聖宝を開山として完成した。『源氏物語』「藤裏葉」帖に寺名が言及されている。
鎌倉時代末期、京都で布教にあたっていた日像は当時の極楽寺の住持・良桂と法論を行った。良桂は日像に徳治2年（1307年）に帰依し、真言宗寺院であった極楽寺は延慶年間（1308年 - 1311年）に日蓮宗に改宗し、寺名を鶴林院に改めた。
興国3年/康永元年（1342年）日像は妙顕寺で入寂、遺言により当寺において荼毘に付されて葬られた。その後、寺名を宝塔寺に改めている。寺名は日像が京都の七口（京都に入る7つの街道の入口）に建立した題目石塔の1つを日像の廟所に祀ったことによる。
寺は応仁元年（1467年）の応仁の乱で多宝塔を残して全焼し、後に再建されたが、次いで天文法華の乱でまたも多宝塔を残して全焼した。その後、長らく再建されなかったが、天正18年（1590年）に8世日銀が伽藍を再建した。

## 境内
- 本堂（重要文化財） - 慶長13年（1608年）再建。入母屋造、本瓦葺き。桁行七間、梁間五間。釈迦如来像、十界曼荼羅の他、日蓮と日像の像を安置する[2]。2003年（平成15年）に解体修理が行われた。
- 神輿庫
- 太鼓楼
- 昭宣堂 - 1941年（昭和16年）建立。前身寺院極楽寺の開祖・藤原基経（昭宣公）の宝篋印塔を安置する。
- 三十番神堂
- 日像上人廟 - 日像は興国3年/康永元年（1342年）に妙顕寺で入寂し、当寺に葬られた。題目笠塔婆を安置する。
- 日蓮聖人像
- 千仏堂 - 鬼子母神を祀る。伏見人形はここから発祥したという。
- 都々逸大明神 - 芸能守護の神。
- 七面堂 - 寛文6年（1666年）に勧請された七面天女を祀る。鎮守社。
- 常冨稲荷神社
- 熊鷹大明神
- 妙見堂
- 納骨堂
- 表門
- 客殿
- 庫裏
- 方丈
- 庭園
- 多宝塔（重要文化財） - 室町時代の永享11年（1439年）以前のもので、京都で一番古い多宝塔である。屋根は行基葺となっている。
- 中興廟 - 2世良桂、8世日銀を祀る。
- 藤原基経供養塔
- 臼田畏斎の所[3]
- 山本亡羊の墓
- 伊良子光顕の墓
- 伊良子光順の墓
- 下村家一族の墓 - 大丸の創業者一族。
- 三宅寄斎の墓
- 放生池
- 鐘楼
- 仁王門 - 宝永8年（1711年）再建。
- 総門（重要文化財） - 室町時代の建立。四脚門。
- 雲居の雁と夕霧の中将の像 - 源氏物語の登場人物。
- 伽藍石 - 極楽寺の礎石。

### 塔頭
- 大雲寺（西之大坊） - 天文5年（1536年）建立。
- 霊光寺 - 天正13年（1585年）再建。
- 自得院 - 文禄3年（1594年）開創。
- 圓妙院 - 慶長2年（1597年）建立。百貨店大丸を創業した下村家の菩提寺で、歴代当主や物故者を祀っている。
- 直勝寺 - 慶安4年（1648年）創建。
- 慈雲院 - 明暦3年（1657年）創建。
- 玉泉院 - 慈雲院に合併された。

## 文化財

### 重要文化財
- 本堂
- 多宝塔（寶塔寺塔婆）
- 総門（四脚門）

## 所在地
京都府京都市伏見区深草宝塔寺山町32

## 交通アクセス
- 京阪電気鉄道京阪本線龍谷大前深草駅から徒歩10分。
- 西日本旅客鉄道奈良線稲荷駅から徒歩10分。

## 周辺
- 伏見稲荷大社
- 石峯寺
- 龍谷大学深草キャンパス
- 京都聖母女学院短期大学・高・中・小学校